# Maude Bonney

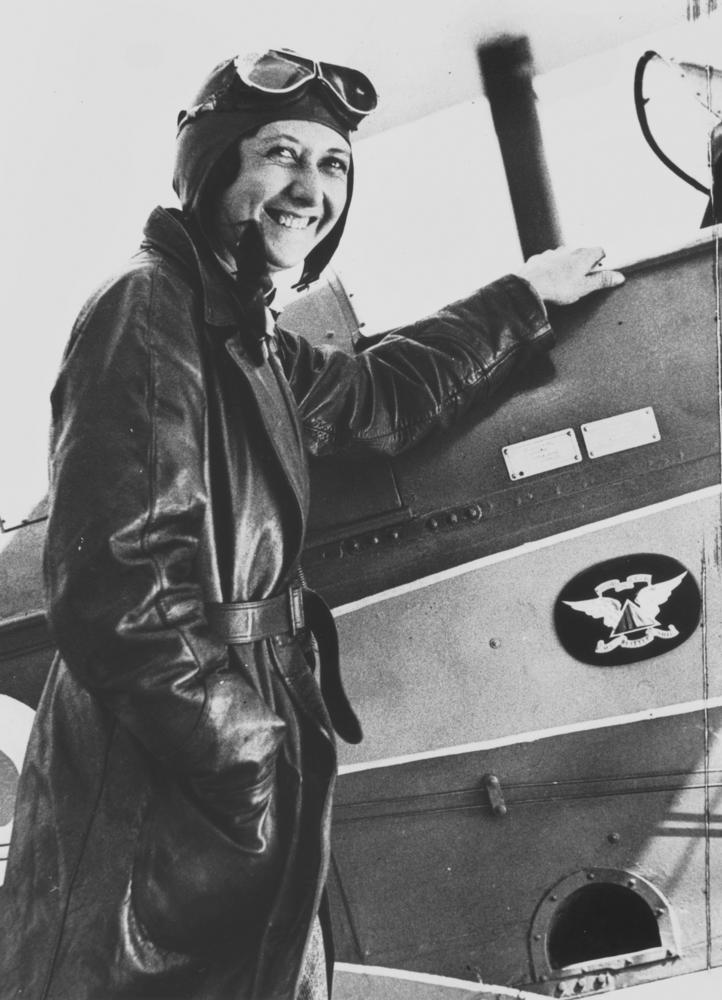
Maude Bonney (um 1933)

Maude Rose „Lores“ Bonney OBE AM (* 20. November 1897 in Pretoria, Südafrika; † 24. Februar 1994 in Miami, einem Vorort von Gold Coast in Queensland,  Australien) war eine australische Flugpionierin. Neben mehreren nationalen und internationalen Rekordflügen war sie die erste Frau, die einen Alleinflug von Australien nach Großbritannien erfolgreich durchführte.

## Leben
Die Familie von Maude Bonney lebte ursprünglich in Südafrika, zog anschließend nach Großbritannien und emigrierte 1906 nach Australien. Maude Bonney ging in Melbourne zur Schule und schloss ihre Schulausbildung in Deutschland ab. 1917 arbeitete sie beim Australischen Roten Kreuz, wo sie ihren Mann Harry Barrington Bonney kennenlernte, einen Unternehmer, der eine Ledermanufaktur betrieb. Sie heiratete ihn und lebte mit ihm in Brisbane in Queensland.

## Flugpionierin

### Fluglizenz
Maude Bonney soll das Fliegen erlernt haben, weil ihr Ehemann ihr verbot, Kraftfahrzeuge zu lenken. Ihre Flugstunden nahm sie im Geheimen auf dem Eagle Farm Airport, zu dem sie mit einem Milchlieferanten anreiste. Das Interesse am Fliegen entstand bei Maude Bonney durch den Flugpionier Bert Hinkler, dem Cousin ihres Ehemanns, der sie ab 1928 darin unterstützte. Als Maude Bonney 1931 die Fluglizenz erhielt, kaufte ihr Ehemann allerdings ihr erstes Flugzeug. Kurz nach dem Zweiten Weltkrieg trennte sie sich von ihm, da er ihre Aktivitäten aus Angst um sie behinderte.

### Flüge
Nachdem sie das Fliegen erlernt hatte, flog sie in den Jahren von 1931 bis 1933 mehrere Rekorde in dem zweisitzigen Doppeldecker vom Typ de Havilland DH.60 Moth, den sie My Little Ship nannte. Ihr Anliegen war nicht unbedingt, die schnellste zu sein, sondern sie orientierte sich an der Bewältigung der Flugstreckenlänge.
1931 gelang ihr der Flug von Brisbane nach Wangaratta über 1600 Kilometer. Das war damals die längste Strecke, die eine Frau an einem Tag bewältigte.
Vom August bis zum 18. September 1932 umrundete sie als erste Frau Australien in einem Flugzeug. Dabei legte sie eine Flugstrecke von etwa 12.800 Kilometern zurück.
Am 10. April 1933 startete sie erneut vom Archerfield Airport bei Brisbane, verließ am 15. April 1933 den australischen Luftraum bei Darwin und erreichte Croydon in Südengland am 21. Juni 1933. Damit war sie die erste Frau, die diese Strecke im Alleinflug bewältigte.
1937 flog sie mit einer Klemm Kl 32V, einem einmotorigen Tiefdecker, von Australien über Asien und den Mittleren Osten bis nach Cape Town in Südafrika. Damit war sie überhaupt der erste Mensch, der diese Flugstrecke von etwa 28.100 Kilometern flog. Die Klemm nannte sie My Little Ship II. Dieses Flugzeug wurde am 28. Juni 1939 durch ein Feuer in einem Hangar auf dem Archerfield Airport zerstört.
Anschließend plante Maude Bonney eine fliegerische Weltumrundung, die sich wegen des Zweiten Weltkriegs nicht verwirklichen ließ. Sie bot der australischen Regierung ihre Flugerfahrung an. Nachdem sie einen dienstlichen Flug absolviert hatte, wurde ihr mitgeteilt, dass im australischen Militär kein Bedarf an weiblichen Piloten bestünde.

## Ehrungen
Nach dem Flug von Australien nach Großbritannien wurde sie für ihre fliegerischen Leistungen mit dem Order of the British Empire ausgezeichnet. Sie war seinerzeit eine bekannte Person der Zeitgeschichte im britischen Empire. 1991 wurde sie zum Member des Order of Australia ernannt.
Seit 1933 schreibt die British Woman Pilots’ Association jährlich einen Preis für Pilotinnen aus, die Bonney Trophy. Die internationale Frauenorganisation Zonta ernannte Maude Bonney zu ihrem Ehrenmitglied. Kurz vor dem Tod erhielt sie von der Griffith University in Brisbane den Titel Doktor ehrenhalber. Allerdings sind ihr Name und ihre fliegerischen Leistungen heutzutage (2014) kaum mehr in der Öffentlichkeit bekannt.

## Fliegerische Leistungen
- 1931 erste Pilotin Australiens, die eine Strecke von etwa 1600 Kilometern an einem Tag flog
- 1932 erste fliegerische Umrundung Australiens durch eine Frau
- 1934 erste Frau, die von Australien bis nach England flog
- 1937 erster Mensch, der mit einem Flugzeug von Australien aus Südafrika erreichte